# Poliído
En la mitología griega Poliído (en griego, Πολύειδος: «que ve muchas cosas») era un célebre adivino que descendía de la estirpe de los Melampódidas. Se decía originario de Argos, Corinto o incluso, en una versión tardía, de Bizancio.

## Familia
Poliído siempre es descrito como hijo de Cérano y descendiente de Melampo, otro célebre adivino. No obstante su abolengo tiene dos variantes. Una variante genealógica lo hace descender de esta manera: Melampo– Abante– Cérano– Poliído. La otra variante lo sitúa así: Melampo– Mantio– Clito– Cérano– Poliído. Sea como fuere Poliído se casó con Euridamía, hija de Fileo, con la que tuvo dos hijos, Euquenor y Clito. A Euquenor le profetizó que podía elegir entre dos posibles destinos, ir a la guerra de Troya con Agamenón y morir allí o morir anciano en su casa. Euquenor eligió lo primero y murió a manos de Paris.

## Resurrección de Glauco
Su hecho más conocido es la resurrección de Glauco, un hijo de Minos que murió siendo solo un niño. Tras la desaparición del infante Minos se enteró por los cretenses que un ternero recién nacido mudaba su color prodigiosamente hasta tres veces al día. Minos reunió a los adivinos para que explicasen el prodigio, pero como ninguno encontrara respuesta, Poliído observó que el ternero era como una morera, pues primeramente sus frutos son blancos, luego rojos, y cuando son segados, negros. Entonces Minos le dijo: «De acuerdo a las palabras de Apolo, deberías ser tú capaz de traerme a mi hijo». Mientras que Poliído se encontraba observando los augurios, vio a una lechuza posada a la entrada de una bodega espantando a un enjambre de abejas. Interpretando el augurio fue capaz de tomar el cuerpo exánime del muchacho en la tinaja. Minos le dijo: «Has encontrado su cuerpo. Ahora devuélvele la vida». Cuando Poliído alegó que eso era imposible, Minos ordenó que fuese enterrado en una tumba junto con el niño y allí también se colocó una espada. Una vez sepultado dentro, apareció de repente una serpiente que se acercó al cuerpo del niño, y Poliído, juzgando que la criatura quería devorar su cuerpo, desenvainó la espada y mató a la serpiente al momento. Otra serpiente, buscando a su compañera, vio que estaba muerta, y se marchó para buscar una hierba, que con su roce devolvió la vida a la otra serpiente. Poliído hizo lo mismo. Cuando se encontraba llamando a gritos desde el interior, un caminante se lo refirió a Minos, quien abrió la tumba y encontró a su hijo sano. Le concedió a Poliído muchos presentes que se llevó de vuelta a su país.
Otros dicen que Minos recobró pues al niño, pero ni aún así permitía que Poliído volviese a Argos hasta haber enseñado a Glauco el arte adivinatoria. Poliído así forzado lo instruyó, pero a punto de zarpar ordenó a Glauco que le escupiese en la boca: Glauco lo hizo y olvidó el arte de la adivinación. Una tradición dice que Poliído y Glauco fueron amantes. Y otra versión, racionalizante, dice que Poliído era un reputado médico que acudió a la corte de Minos para sacarle el dinero y que la hierba curativa con la que sanó a Glauco se la había enseñado Draconte o Dracón («serpiente»), un médico.

## Otros episodios mitológicos
Poliído fue también el que aconsejó a Belerofonte que para enfrentarse a la Quimera, se apoderase de Pegaso cuando este fuese a la fuente Pirene a beber. Poliído también le explicó a Lisipe, la madre de Teutrante, el origen de la locura y la lepra que afligía a su hijo, maldecido por obra de Artemisa Ortosia. Teutrante había matado a un jabalí monstruoso que vivía en el monte Teutrante y, al verse acorralado, había suplicado por su vida poniendo por testigo a la diosa. Poliído hizo un sacrificio de muchos bueyes y así aplacó la cólera de la diosa. También se dice que Poliído acudió a Mégara para purificar a Alcátoo, hijo de Pélope, por el asesinato accidental del hijo de este, Calípolis. De Poliído también dicen que construyó el santuario de Dioniso Pátroo (Paterno), y dedicó una imagen de madera que estaba cubierta excepto el rostro, lo único que quedaba al descubierto.